# Futuropa
Futuropa ist eine vom Europarat herausgegebene Zeitschrift zu Umwelt- und Naturschutzfragen. Von 1967 bis 2008 trug sie den Titel Naturopa.

## Geschichte und Konzeption
Der Europarat richtete 1967 Naturopa, als ein Informations- und Dokumentationszentrum für Naturschutz, als eines seiner Organe ein – mit nationalen Agenturen in den jeweiligen Mitgliedsstaaten des Europarats. Naturopa wurde als eine gleichnamige Zeitschrift für die Anliegen des Natur- und Umweltschutzes sowie später der nachhaltigen Entwicklung in Europa herausgegeben. Bis 2005 erschienen 103 Ausgaben. 
Von 1968 bis 2005 konzentrierte sich die Zeitschrift auf die Förderung von Naturschutz, nachhaltige Bewirtschaftung der natürlichen Ressourcen und die Entwicklung eines multidisziplinären Ansatzes bei Umweltfragen. Seit 2001 hat das Magazin schrittweise neue Themen wie Landschaft und das kulturelle Erbe und die Verbesserung der Lebensqualität aufgegriffen. Das Magazin wurde bis 2005 in vier Sprachen und ab 2008 in den beiden Amtssprachen des Europarats herausgegeben.
Die Zeitschrift „Futuropa“ soll das Bewusstsein der europäischen Bürger und Entscheidungsträger für die Bedeutung der nachhaltigen territorialen Entwicklung auf dem europäischen Kontinent erhöhen.